# جينيفر دوبويس
جينيفر دوبويس (بالإنجليزية: Jennifer duBois)‏ (25 أغسطس 1983، نورثامبتون في المملكة المتحدة)؛ روائية أمريكية.